# Volkszählung in Österreich

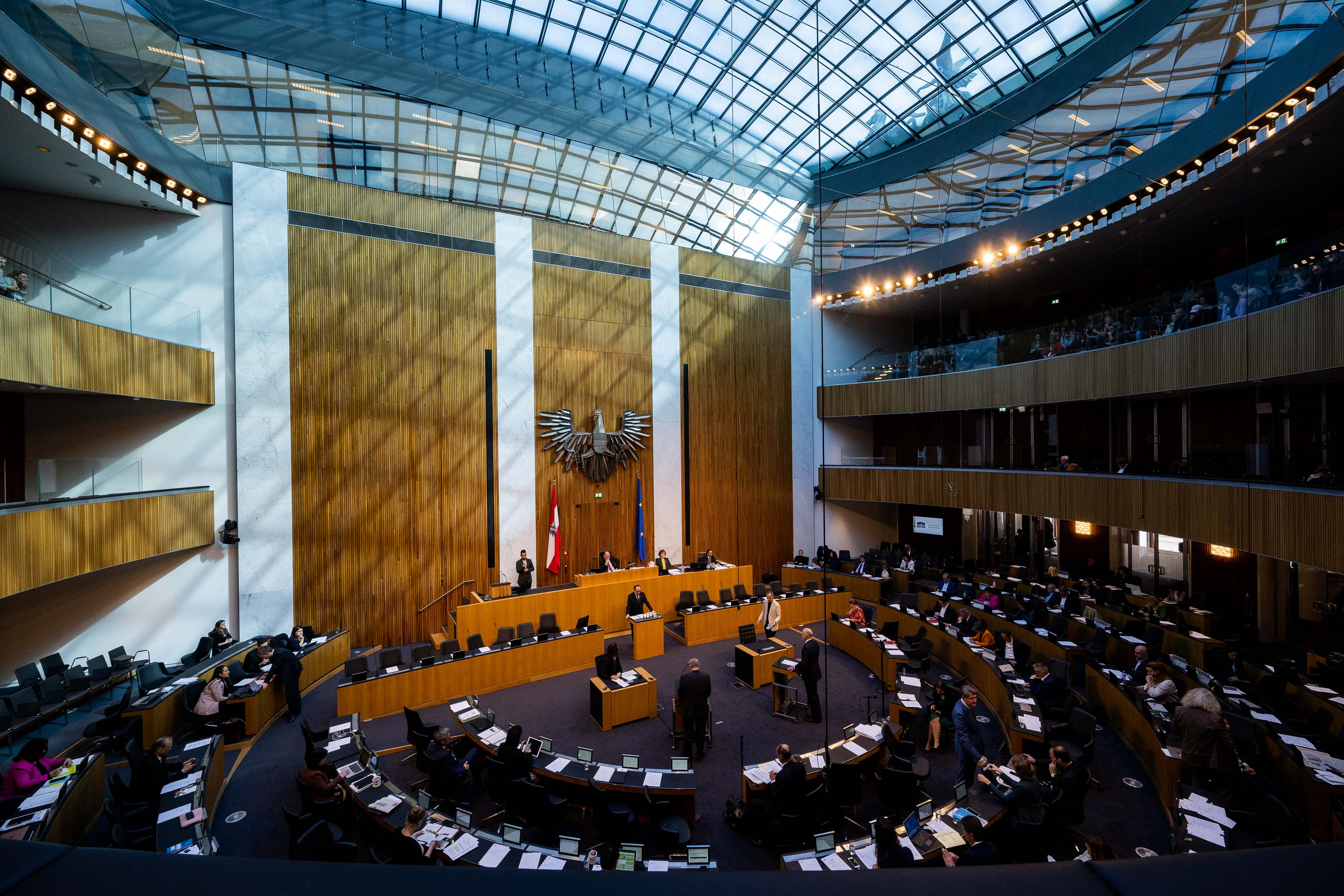
Sitzungssaal des Nationalrates – Die Mandate werden auf Grund der Ergebnisse der Volkszählungen auf die Wahlkreise verteilt.

Volkszählungen werden in Österreich seit 1754 vorgenommen; seit 2006 erfolgen sie als elektronische Zählungen aus dem Melderegister.

## Zählungen in der Monarchie bis 1918
Die erste Volkszählung (Seelenbeschreibung) fand in Österreich unter Maria Theresia 1754 statt. Im ungarischen Teil der Monarchie wurde 1767–1775 ein landesweites Urbarregister geschaffen.  Nach 1769 wurden auf Grund des Widerstandes von Adel und katholischer Kirche keine vollständigen Volkszählungen mehr durchgeführt. Im Vordergrund stand die Erfassung der wehrfähigen männlichen Bevölkerung.
Am 23. März 1857 erließ Franz Joseph I. für das Kaisertum Österreich, damals noch inklusive Ungarn, mit kaiserlicher Verordnung vom 31. Oktober 1857 die Vorschrift über die Vornahme der Volkszählungen. Die Erhebung auf Grundlage dieser Verordnung wurde jedoch als unzureichend eingeschätzt, da nur die einheimische, nicht aber die tatsächlich anwesende Bevölkerung gezählt wurde.
Dies und technische Probleme hatten zur Folge, dass Kaiser und Reichsrat am 29. März 1869 die kaiserliche Verordnung für Cisleithanien auf Betreiben von Ministerpräsident Eduard Taaffe und Innenminister Carl Giskra durch ein Volkszählungsgesetz ersetzten und die erste Zählung nach diesem Gesetz am 31. Dezember 1869 erfolgte. Das Gesetz bestimmte, dass die nächstfolgende Zählung per 31. Dezember 1880 und weitere Zählungen im Zehn-Jahre-Rhythmus zu erfolgen hätten. Mit dem seit dem Ausgleich von 1867 innenpolitisch von Österreich unabhängigen Transleithanien wurde Übereinstimmung erzielt, dass dieser Zählrhythmus auch in Ungarn angewandt wird.
Nach der Volkszählung 1869 fanden bis zum Ersten Weltkrieg von 1880 an alle zehn Jahre Zählungen statt (1880, 1890, 1900 und 1910).
Hervorzuheben ist die Zählung im Jahr 1890, bei der erstmals, gleichzeitig mit dem Census der USA, Zählmaschinen zum Einsatz kamen. Der aus dem Bereich des heutigen Baden-Württemberg stammende, in Wien ansässige Elektrotechniker Theodor Heinrich Otto Schäffler (1838–1928) baute nach Vorlage der von Herman Hollerith (1860–1929) entwickelten Zählmaschine eine für die Bedürfnisse der österreichischen Volkszählung, die sich auch Kaiser Franz Joseph I. bei seinem Besuch in der k. k. Statistischen Zentralkommission am 9. Mai 1891 vorführen ließ.

## Zählungen 1918–2001
Zwischen den beiden Weltkriegen wurden diese Volkszählungen in unregelmäßigen Abständen durchgeführt (1920, 1923, 1934 und 1939). Die Zählungen von 1920 und 1923 waren schlecht vorbereitet und die Ergebnisse deshalb unbrauchbar.
Von 1951 bis 2001 fanden die Zählungen wieder im Zehnjahresrhythmus statt. Dabei wurden Anzahl und Aufbau der Bevölkerung ermittelt. Die Daten finden Verwendung bei der Aufteilung der Nationalratsmandate auf die Wahlkreise; auch die Aufteilung der Steuereinnahmen auf Bund, Länder und Gemeinden im Finanzausgleich beruht auf den Ergebnissen der Volkszählungen. Seit der Volkszählung 1961 wurden auch Pendlerstromdaten der Berufs- und Bildungspendler abgeleitet.

## Übergang zur Registerzählung
Die Volkszählung 2001 war die letzte konventionelle Volkszählung in Österreich, bei der mittels Fragebogen erhoben wurde. Im Juni 2000 beschloss die Bundesregierung Schüssel I, die Zählung 2011 als Registerzählung durchzuführen. Daher erfolgten schon bei der Volkszählung 2001 die ersten Vorbereitungsarbeiten, um geeignete Verwaltungsregister aufzubauen. Im Rahmen der Volkszählung 2001 erfolgte die „Parallelaktion Volkszählung – Meldewesen“, bei der Auszüge der Meldebestände aller Gemeinden elektronisch und zentral nach einer definierten Schnittstelle gesammelt wurden. 2356 Gemeinden bedienten sich dabei einer von der Bundesanstalt Statistik Österreich (ÖSTAT) zur Verfügung gestellten Internetapplikation, drei große Städte lieferten direkt an die zuständige Stelle im Bundesministerium für Inneres (BMI). Dieser Bestand stellte am 16. Mai 2001 die Erstbefüllung des Zentralen Melderegisters (ZMR) in Österreich dar, in das seit Jänner 2002 die Meldeämter der Gemeinden ihre Wohnsitzmeldungen eintragen.
Über die Sammlung der Meldedaten wurde auch die Zuordnung der Personen zu Gebäuden und zu Haushalten und Wohnungen vorgenommen. Diese Zuordnungen und das Ergebnis der Gebäude- und Wohnungszählung 2001 wurden in das neu geschaffene Gebäude- und Wohnungsregister übernommen, das seinerseits für Wohnsitzmeldungen im ZMR die verpflichtenden Wohnadressen liefert.
Um dem Ministerratsbeschluss von 2000 zu entsprechen, wurde nach Abschluss der Arbeiten an der Volkszählung 2001 eine interministerielle Arbeitsgruppe beim Bundeskanzleramt eingerichtet, mit dem Ziel, auf Grund eines detaillierten Konzepts, das von Statistik Österreich zu erstellen war, die rechtlichen Grundlagen für eine Registerzählung zu schaffen. Am 16. März 2006 wurde das Registerzählungsgesetz vom Nationalrat beschlossen.
Wesentliche Eckpfeiler dieses Gesetzes sind:
- Gleichzeitig mit der Volkszählung findet eine Arbeitsstättenzählung und eine Gebäude- und Wohnungszählung statt.
- Als Schlüssel für das Zusammenführen der Daten aus den verschiedenen Verwaltungsregistern fungiert auf Personenebene das bereichsspezifische Personenkennzeichen (bPK), ein Kennzeichen aus den E-Government-Bestimmungen.
- Mit 31. Oktober 2006 war eine Probezählung im gesamten Umfang einer Registerzählung durchzuführen.

## Probezählung 2006
Die Probezählung 2006 war laut Bundesregierung und Bundesanstalt Statistik Österreich ein voller Erfolg; daher konnte die Einwohnerzahl der Probezählung für Zwecke des Finanzausgleichs ab 2009 herangezogen werden.
Im Vorfeld der Volkszählung wurde von der ArGe Daten kritisiert, dass auch Daten der Familienverhältnisse erhoben werden, die für die Volkszählung eigentlich nicht wichtig wären.

## Registerzählung 2011
Am Stichtag 31. Oktober 2011 lebten 8.401.940 Männer und Frauen in Österreich, wie Statistik Austria anhand der endgültigen Ergebnisse zur Bevölkerungszahl der Registerzählung 2011 ermittelte.
Dies gab Statistik Austria in einer Pressemitteilung am 21. Juni 2013 bekannt. Die Wohnsitzanalyse – das Qualitätssicherungsinstrument der Registerzählung – ergab eine Differenz der endgültigen Bevölkerungszahl von 70.481 Hauptwohnsitzen gegenüber dem Stichtagsbestand des Zentralen Melderegisters. Seit der letzten Volkszählung im Jahr 2001 hat sich die Einwohnerzahl Österreichs damit um 4,6 Prozent oder rund 369.000 Personen erhöht. Mit Ausnahme Kärntens verzeichneten alle Bundesländer ein Bevölkerungswachstum.

## Registerzählung 2021
Mit Stichtag 31. Oktober 2021 wurde ebenfalls wieder eine vollumfängliche Zählung von der Statistik Austria durchgeführt. Aufgrund der damit verbundenen Datenlieferungen der Verwaltungsregister sowie der für den Abgleich benötigten Vergleichsregister nach diesem Stichtag bzw. der Ermittlung der nicht zu zählenden Personen im ZMR laut Stichtagsbestand wurde die Veröffentlichung der Ergebnisse dieser Zählung erst für Mai 2023 angekündigt.
Für mehr als 99 % der im Zentralen Melderegister (ZMR) mit Hauptwohnsitz zum Stichtag gemeldeten Personen entfiel das Ausfüllen eines Formulars zur Zählung, wie früher bei den traditionellen Zählungen üblich. Lediglich bei etwa 50.000 bis 100.000 Personen, bei denen es keine weiteren Lebenszeichen in einem weiteren Vergleichsregister gab, wurden per Post amtliche RSb-Briefe im Laufe des Jahres 2022 in zwei Tranchen an diese „Klärungsfälle“ geschickt, ebenso an deren Hauptwohnsitz-Gemeinden. Daraus ergab sich bis Anfang 2023 die Gesamtzahl an nicht zu zählenden Personen im ZMR per 31. Oktober 2021. Grund, eine Person nicht zu zählen, die laut ZMR und Stichtag 31. Oktober 2021 mit Hauptwohnsitz gemeldet war, war zum Beispiel ein Wegzug ins Ausland ohne Abmeldung in der Hauptwohnsitzgemeinde.
Laut endgültigem Ergebnis lag die Bevölkerungszahl mit Stichtag 31. Oktober 2021 bei 8.969.068 Personen mit Hauptwohnsitz – ein Wachstum von 567.128 Personen bzw. ein Plus von 6,7 % im Vergleich zur Registerzählung 2011. Das endgültige Ergebnis wurde am 28. April 2023 nach Abschluss der umfangreichen Wohnsitzanalyse veröffentlicht.